# Juan M. Minelli
Juan Manuel Minelli González, (Montevideo, Uruguay, 25 de agosto de 1879 - ídem, 2 de octubre de 1949) fue un magistrado uruguayo, miembro de la Suprema Corte de Justicia de su país entre 1942 y 1949.

## Primeros años
Nació en Montevideo el 25 de agosto de 1879, hijo de Juan Minelli (fallecido en 1899) y de Sofía González (fallecida en 1930).
Cursó estudios en la Universidad de la República, graduándose como abogado.

## Fiscalía
En 1906 fue designado adjunto en la Fiscalía, donde permaneció algunos años.

## Juez Letrado en el interior
En mayo de 1910 ingresó a la carrera judicial al ser nombrado Juez Letrado Departamental de Artigas.
En julio de 1911 fue trasladado al Juzgado Letrado Departamental de Salto de Segundo Turno, recién creado.
En setiembre de 1914 fue designado Juez Letrado en Paysandú y en julio de 1917 pasó a ser Juez Letrado Civil, Comercial y Correccional del Salto.

## Juez Letrado en Montevideo
En mayo de 1918 fue ascendido a Montevideo como Juez de Instrucción de Tercer Turno.
En diciembre de 1921 fue designado Juez Letrado Correccional de Primer Turno y en abril de 1922 pasó a cumplir funciones como Juez Letrado en lo Civil de Segundo Turno.

## Tribunal de Apelaciones
En febrero de 1927 fue ascendido a ministro del Tribunal de Apelaciones de Primer Turno, donde permaneció durante quince años. 

## Suprema Corte de Justicia
Entre abril y mayo de 1942 se produjeron dos vacantes en la Suprema Corte de Justicia por el fallecimiento de Zoilo Saldías y el retiro por límite de edad de Jaime Cibils Larravide. El presidente Alfredo Baldomir, quien el 21 de febrero había disuelto las Cámaras de Senadores y Representantes mediante un golpe de Estado, sustituyéndolas por un Consejo de Estado designado por el Poder Ejecutivo, propuso a dicho Cuerpo la designación de Minelli y José B. Nattino para ocuparlas.
El Consejo de Estado dio su aprobación a dichas designaciones y el Poder Ejecutivo dispuso el nombramiento de Minelli y Nattino mediante Decreto-ley luego numerado como 10.162, señalando luego el 28 de mayo siguiente para su asunción del cargo.
La designación de dos ministros de la Suprema Corte de Justicia mediante Decreto-ley dictado por el Poder Ejecutivo constituyó un procedimiento sui generis, dada la situación de anormalidad institucional que por entonces atravesaba el país, y único en la historia de dicho cuerpo, pues no volvió a reiterarse luego, ya que, incluso durante la dictadura cívico-militar de 1973 a 1985, las designaciones para la Suprema Corte de Justicia se realizaron por el Consejo de Estado y luego por el Consejo de la Nación. 
Minelli ocupó la Presidencia de la Corte en el año 1947.
Se acogió a la jubilación en agosto de 1949, días antes de cumplir los 70 años, edad máxima establecida en la Constitución de Uruguay para el desempeño de cargos judiciales.
Su vacante, junto con la dejada por Juan José Aguiar tras su retiro el año anterior, fueron llenadas en el mismo mes de agosto de 1949 con las designaciones de Bolívar Baliñas y Álvaro Macedo.

## Fallecimiento. Vida personal
Falleció el 2 de octubre de 1949, apenas un mes y medio después de su retiro de la Corte, tratándose del integrante del máximo órgano judicial del Uruguay con el período de sobrevida luego de abandonar su cargo más breve registrado a lo largo de la historia.
Ambas Cámaras del Parlamento le rindieron homenaje.
Estuvo casado con María Clara González Díaz quien lo sobrevivió durante casi diez años y falleció en febrero de 1959.